# Léo Delibes
Clément Philibert Léo Delibes (Saint-Germain-du-Val bij La Flèche, 21 februari 1836 - Parijs, 16 januari 1891) was een Franse componist van romantische muziek, die vooral bekend is om zijn balletmuziek. Voor bepaalde werken gebruikte hij het pseudoniem: Éloi Delbès.

## Levensloop

### Studies
Léo Delibes was zoon van een postbode. Toen zijn vader in 1847 stierf, verhuisde zijn moeder, de dochter van een zanger van de Komische Opera, naar Parijs. Zijn muzikale interesse werd gestimuleerd door zijn moeder en zijn oom Édouard Baptiste Delibes, een organist en zangleraar aan het conservatorium van Parijs.
Datzelfde jaar begon hij op elfjarige leeftijd zijn studie aan het Conservatoire national supérieur de musique van Parijs. Een jaar later begon hij ook zanglessen te volgen en in 1850 behaalde hij zijn Eerste Prijs solfège. Vervolgens studeerde hij orgel bij François Benoist en compositieleer bij Adolphe Adam.

### Verdere levensloop
Hij werd koorzanger in de kerk van Sainte Marie-Madeleine en maakte in 1849 deel uit van het jongenskoor bij de eerste opvoering van Le Prophète van Giacomo Meyerbeer. Later bezorgde Adolphe Adam hem de positie van adjunct-repetitor bij het Théâtre Lyrique te Parijs.
Op 35-jarige leeftijd trad hij in 1871 in het huwelijk met Léontine Estelle Denain. Acht jaar later, in 1880, werd hij aangesteld als professor aan het Conservatoire national supérieur de musique van Parijs, waar hij les gaf in compositieleer. Een hoogtepunt in zijn leven was zijn opname in de beroemde Académie des Beaux-Arts in 1884.
Delibes overleed op 54-jarige leeftijd. Hij werd begraven op het Cimetière de Montmartre te Parijs.

### Voornaamste werken
In 1856 schreef hij de operette Deux sous de charbon. Deze operette stond gedurende veertien jaar onafgebroken op de affiches van de Folies-Nouvelles. Vanaf dan bleef hij gedurende vijftien jaar operettes en vaudevilles componeren in het tempo van een per jaar. Het succes van de cantate Alger, geschreven voor Napoleon III, leidde tot de samenwerking met de Weense violist en componist Léon Minkus voor Delibes' eerste balletcompositie La Source in 1866. Dit was een ballet met een oosters thema, een erg populair onderwerp op dat ogenblik.
In 1870 schreef hij het ballet Coppélia, naar een verhaal van E.T.A. Hoffmann, de zandman, waarin het verhaal verteld wordt van de oude Dr Coppelius en zijn pop Coppélia. Deze compositie was niet alleen het eerste ballet dat hij zonder assistentie schreef, maar ook een compositie die de balletmuziek fors opwaardeerde. Het ballet, uitgevoerd in de Opéra van Parijs (waarvan hij sinds 1865 koordirigent was), oogstte veel succes en maakte hem beroemd.
In 1876 publiceerde hij zijn volgend ballet Sylvia, dat zich in Griekenland afspeelt. Tsjaikovski, zelf een componist en dansliefhebber, was een groot bewonderaar van de twee hierboven genoemde werken. Hij vond Sylvia zelfs beter dan zijn eigen Zwanenmeer. Hij beschouwde Delibes ook als een betere componist dan Johannes Brahms, maar op zich heeft dit blijk van waardering weinig waarde, rekening houdend met het feit dat Tsjaikovski Brahms omschreef als "een talentloze bastaard".
Een zeer bekend wijsje uit dit ballet is het Divertissiment - Pizzicato.
|  | \| \| \| \| \| Divertissiment - Pizzicato uit Sylvia — 3081 KB (download·info) \| |
|  |                                                                                   |
|  | Divertissiment - Pizzicato uit Sylvia — 3081 KB (download·info)                   |

In 1882 schreef Delibes een pastiche van deuntjes en dansen voor Le roi s'amuse van Victor Hugo (hetzelfde werk waarop Verdi de figuur van Rigoletto had gebaseerd).
Zijn beroemdste opera Lakmé (1883) vertelt het verhaal van een onmogelijke liefde tussen een Brits officier en Lakmé, de dochter van een Indische priester in het India van de 19e eeuw. De scène et légende de la fille du paria (scène en verhaal van de dochter van de paria) met zijn Air des clochettes (in Nederland bekend als de klokjesaria) waarin Lakmé bijna bezeten zingt over een legendarisch klokje in de wouden, is een bravourestuk voor coloratuursopranen.
Een andere, zeer bekende, aria uit deze opera is het Bloemenduet, (Duo des fleurs) een barcarolle.
Ook het duet D'où viens-tu? Que veux-tu (Van waar kom je? Wat wil je?) wordt als een uitdaging voor de zangers beschouwd.
Bij zijn overlijden in 1891 liet Delibes een onvoltooide opera achter, Kassya. Deze opera werd later door Jules Massenet voltooid.

## Slotbeschouwing
Delibes is de geschiedenis ingegaan als een meester van de traditionele Franse muziek, licht en melodieus. Of zoals hij zelf zei: « Pour ma part, je suis reconnaissant à Wagner des émotions très vives qu’il m’a fait ressentir, des enthousiasmes qu’il a soulevés en moi. Mais si, comme auditeur, j’ai voué au maître allemand une profonde admiration, je me refuse, comme producteur, à l’imiter. ».
Vrij vertaald : "Ik ben Wagner erkentelijk voor de levendige emoties die hij mij liet voelen, het enthousiasme dat hij bij mij heeft opgewekt. Maar hoewel ik, als luisteraar, de Duitse meester mijn bewondering toedraag, weiger ik, als producent, hem te imiteren."

## Composities

### Werken voor orkest
- Suite No. 1 uit het ballet La Source
- Suite No. 2 uit het ballet La Source
- Intermezzo uit het ballet La Source
- Suite No. 3 uit het ballet La Source

### Missen, cantates en gewijde muziek
- 1859 La nuit de Noël, voor 4 mannenstemmen
- 1865 Alger, cantate voor sopraan, gemengd koor en orkest
- 1865 Hymne de Noël, voor zangkoor
- Messe brève, voor twee kinderstemmen en orgel
- Noël, voor 3 dezelfde stemmen

### Muziektheater

#### Opera's
| Voltooid in | titel                                                                                                   | aktes               | première                                             | libretto |
| ----------- | --- | ------------------- | ---------------------------------------------------- | --- |
| 1857        | Maître Griffard                                                                                         | 1 akte              | 3 oktober 1857, Parijs, Théâtre-Lyrique              | Eugène Mestépès en Adolphe Jaime                                                                                        |
| 1859        | L'Omelette à la Follenbuche                                                                             | 1 akte              | 8 juni 1859, Parijs, Bouffes-Parisiens               | Eugène Labiche en Marc Michel                                                                                           |
| 1859-1860   | Monsieur de Bonne-Étoile                                                                                | 1 akte              | 4 februari 1860, Parijs, Bouffes-Parisiens           | Philippe Émile François Gille                                                                                           |
| 1859        | La fille du golfe                                                                                       | 1 akte              |                                                      | |
| 1863        | Le Jardinier et son seigneur                                                                            | 1 akte              | 1 mei 1863, Parijs, Théâtre-Lyrique                  | Michel Carré en Théodore Barrière                                                                                       |
| 1863        | La Tradition                                                                                            | proloog in versvorm | 5 januari 1864, Parijs, Bouffes-Parisiens            | H. Derville |
| 1865        | Le Bœuf Apis                                                                                            | 2 aktes             | 15 april 1865, Parijs, Bouffes-Parisiens             | Philippe Émile François Gille en Eugène Furpille                                                                        |
| 1867        | Malbrough s'en va-t-en guerre; samen met: Georges Bizet, Emile Jonas en Edouard Legouix (aktes 1 tot 3) | 4 aktes             | 13 december 1867, Parijs, Théâtre de l'Athénée       | Paul Siraudin en William-Bertrand Busnach                                                                               |
| 1869        | Le Cour du roi Pétaud                                                                                   | 3 aktes             | 24 april 1869, Parijs, Théâtre des Variétés          | Philippe Émile François Gille en Adolphe Jaime                                                                          |
| 1873        | Fleur-de-lys                                                                                            | 1 akte              | 5 april 1873, Londen, The Royal Philharmonic Theatre | Henry Brougham Farnie                                                                                                   |
| 1873        | Le Roi l'a dit                                                                                          | 3 aktes             | 24 mei 1873, Parijs, Opéra-Comique                   | Pierre Edmond Julien Gondinet                                                                                           |
| 1880        | Jean de Nivelle                                                                                         | 3 aktes             | 8 maart 1880, Parijs, Opéra-Comique                  | Pierre Edmond Julien Gondinet en Philippe Émile François Gille                                                          |
| 1883        | Lakmé                                                                                                   | 3 aktes             | 14 april 1883, Parijs, Opéra-Comique                 | Pierre Edmond Julien Gondinet en Philippe Émile François Gille, naar Pierre Loti                                        |
| 1893        | Kassya; voltooid door Jules Massenet                                                                    | 4 aktes             | 24 maart 1893, Parijs, Opéra-Comique                 | Henri Meilhac en Philippe Émile François Gille, gebaseerd op het verhaal "Frinko Balaban" van Leopold von Sacher-Masoch |
|             | La princesse Ravigote                                                                                   | 3 aktes             | is verloren gegaan                                   | |
|             | Le roi des montagnes                                                                                    | 3 aktes             | enkel schetsen overgeleverd                          | |

#### Operettes
| Voltooid in | titel                                                                                       | aktes   | première                                    | libretto                                                                       |
| ----------- | ------------------------------------------------------------------------------------------- | ------- | ------------------------------------------- | ------------------------------------------------------------------------------ |
| 1856        | Deux Sous de charbon ou Le Suicide de bigorneau                                             | 1 akte  | 9 februari 1856, Parijs, Folies-Nouvelles   | Jules Moinaux                                                                  |
| 1856        | Deux Vieilles Gardes                                                                        | 1 akte  | 8 augustus 1856, Parijs, Bouffes-Parisiens  | Théodore Ferdinand Vallon de Villeneuve en Alphonse Lemonnier                  |
| 1856        | Six Demoiselles à marier                                                                    | 1 akte  | 12 november 1856, Parijs, Bouffes-Parisiens | Ernest Jaime en Adolphe Choler                                                 |
| 1861        | Les Musiciens d'orchestre; samen met: Jacques Offenbach, Jules Erlanger en Aristide Hignard | 2 aktes | 25 januari 1861, Parijs, Bouffes-Parisiens  | de Forges en A. Bourdois                                                       |
| 1862        | Mon Ami Pierrot                                                                             | 1 akte  | juli 1862, Bad Ems, Kursaal                 | Lockroy, eigentlijk: Joseph Philippe Simon                                     |
| 1864        | Le Serpent à plumes                                                                         | 1 akte  | 16 december 1864, Parijs, Bouffes-Parisiens | Philippe Émile François Gille en Cham, eigentlijk: Amadée-Charles-Henry de Noé |
| 1864        | Grande nouvelle                                                                             | 1 akte  |                                             |                                                                                |
| 1869        | L'Écossais de Chatou                                                                        | 1 akte  | 16 januari 1869, Parijs, Bouffes Parisiens  | Philippe Gille en Adolphe Jaime                                                |
|             | Le Don Juan suisse                                                                          | 4 aktes | is verloren gegaan                          |                                                                                |

#### Balletmuziek
| Voltooid in | titel                                                                                     | aktes   | première                                | libretto | choreografie      |
| ----------- | ----------------------------------------------------------------------------------------- | ------- | --------------------------------------- | --- | ----------------- |
| 1866        | La source, ou Naila; samen met: Léon Minkus                                               | 3 aktes | 12 november 1866, Parijs, Opéra Garnier | Charles Nuitter en Saint-Léon | Arthur Saint-Leon |
| 1867        | Valse ou Pas de fleurs; dans-divertissement voor de reprise van Adolphe Adams Le Corsaire |         | 12 november 1867, Parijs, Opéra Garnier | |                   |
| 1870        | Coppélia, ou La fille aux yeux d’émail                                                    | 2 aktes | 25 mei 1870, Paris, Opéra Garnier       | Charles Nuitter, naar E.T.A. Hoffmanns vertelling Der Sandmann, (1816), en Adolphe Adams opéra comique La Poupée de Nuremberg, (1852) | Arthur Saint-Leon |
| 1876        | Sylvia, ou La nymphe de Diane                                                             | 3 aktes | 14 juni 1876, Parijs, Opéra Garnier     | Jules Barbier en Louis Mérante | Louis Merante     |

#### Toneelmuziek
- 1862 Les Eaux d'Ems - libretto: Hector Crémieux en Ludovic Halévy - première: zomer 1861, Bad Ems, Kursaal
- 1882 Le roi s’amuse - voor het toneelstuk van Victor Hugo - première: Parijs, Comédie-Française

### Werken voor koren
- 1865 Pastorale, voor 4 mannenstemmen
- 1866 Les lansquenets, voor 4 mannenstemmen
- 1866 Les chants lorrains, voor 4 mannenstemmen
- 1866 Marche de soldats, voor 4 mannenstemmen
- 1866 Avril, voor zangkoor
- 1867 Au printemps, voor 3 gelijke stemmen
- 1867 Chant de la paix, voor 4 mannenstemmen, of 6 gemengde stemmen, of 3 tot 4 gelijke stemmen
- 1868 Trianon, voor 4 mannenstemmen
- 1868 La cour des miracles, voor 4 mannenstemmen
- 1874 Les abeilles, voor 3 gelijke stemmen
- 1874 Les pifferari, voor 3 gelijke stemmen
- 1874 L’écheyeau de fil, voor 3 gelijke stemmen
- 1877 Le pommier, voor 3 gelijke stemmen
- 1877 La mort d’Orphée, lyrische scène voor tenor; stem en orkest
- 1884 Voyage enfantin, voor 3 gelijke stemmen
- C’est Dieu, voor zangkoor
- En avant, voor 3 dezelfde stemmen
- Le dimanche, voor 2 of 3 stemmen
- Les norvégiennes, voor 2 vrouwenstemmen met begeleiding
- 1895 Les nymphes de bois, voor 2 vrouwenstemmen met begeleiding
- Les prix, voor 2 dezelfde stemmen met begeleiding

### Vocale muziek
- 1874 Les filles de Cadix, voor zangstem en piano - tekst: Alfred de Musset

### Werken voor piano
- 1882 Le roi s’amuse, «six airs de danse dans le style ancien», dansen
  1. Gaillarde
  2. Pavane
  3. Scene du bouquet
  4. Lesquercarde
  5. Madrigal
  6. Passepied
  7. Final

### Bewerkingen
- La Marseillaise, arrangement voor mannenstemmen (datum onbekend)